# Pierre Tal-Coat
 Pierre Tal-Coat  (* 12. Dezember 1905 in Clohars-Carnoët, Bretagne als „Pierre Louis Jacob“; † 12. Juni 1985 in Vernon) war ein französischer Maler.

## Leben
Pierre Louis Jacob wurde als Sohn eines bretonischen Fischers geboren. Er siedelte im Jahr 1924 nach Paris um und nahm dort den Künstler-Nachnamen Tal-Coat  an, um Verwechslungen mit dem Künstler und Dichter Max Jacob zu vermeiden. („Tal-Coat“ bedeutet „Holz-Gesicht“ auf bretonisch).

## Werk
Pierre Tal-Coat gilt als bedeutender Vertreter der „École de Paris“ der Nachkriegszeit. Er war Mitbegründer der Bewegung des „Tachismus“ Mitte der 1940er Jahre, eine französische Version des Abstrakten Expressionismus. Der Tachismus (von französisch „taches“ = Flecken) bevorzugte den spontanen Malakt der bewussten Formgebung.
Seine Kunst fand zahlreiche Bewunderer unter anderen Künstlern, wie z. B. André Masson.
Tal-Coat verfasste Bücher und Fachartikel über Malerei.
Seine Zeichnungen und Lithographien waren von einer minimalistischen Formensprache geprägt.
Tal-Coat wurde im Jahr 1968 mit dem französischen „Grand-Prix National des Arts“ ausgezeichnet.

## Einzelausstellungen (Auswahl)
- 1927 erste Einzelausstellung in der Galerie A. G. Fabre, Paris
- 1945–1946 Galerie de France, Paris
- 1954 Einzelausstellung in der Galerie Maeght
- 1957 Kunsthalle Bern
- 1960 Musee des Arts Decoratifs, Paris
- 1963 Galerie Claude Bernard, Paris (1963)
- 1969 Maisons de la Culture in Le Havre und Amiens
- 1970, 1972, 1975 und 1979 Galerie Benador, Genf
- 1973 Galerie l'Entracte, Lausanne
- 1974 Musee de Metz
- 1975 Musee Royal de Parc Veno, Tokio
- 1976 Werk-Retrospektive im Grand Palais, Paris
- 1979 Galerie Karsten Greve, Köln / Galerie Ditesheim, Neufchâtel
- 1983 Galerie Patrice Trigano, Paris
- 1985 Musée des Beaux-Arts, Quimper
- 1987 Maison de la Culture, Bourges
- 1988 Musee des Beaux-Arts, Rennes / Centre National des Lettres, Paris

Pierre Tal-Coat war Teilnehmer der documenta 1 1955 und der documenta 2 1959 in Kassel.